# Колени ганглион
Колени ганглион (лат. ganglion geniculi) је ганглион придодат фацијалном живцу, а налази се у нивоу првог колена фацијалног канала слепоочне кости. Има облик латиничног слова L и састоји се од влакана и сензорних неурона фацијалног живца. Он прима нервна влакна из све три компоненте живца (моторне, сензорне и парасимпатичке), односно у њему се фацијални живац у ужем смислу и посредни живац уједињују у једно нервно стабло.
Из коленог ганглиона полазе влакна за инервацију сузне, подвиличне и подјезичне жлезде, језика, тврдог и меког непца, спољашњег ушног канала, мишића узенгије, задњег трбуха дигастричног мишића, стилохиоидног мишића и мимичне мускулатуре. Осим тога, у овај ганглион долазе усходна влакна (преко језичног живца) која преносе утиске чула укуса из печуркастих папила језика и која потом одлазе преко посредног живца у централни нервни систем.